# Henry LaBounta
Henry LaBounta ist ein Spezialeffektkünstler.

## Leben
LaBounta begann seine Karriere in New York, wo er Animationen für Werbespots erstellte. 1994 hatte er sein Filmdebüt bei der Komödie Juniors freier Tag, kurz darauf folgten der Science-Fiction-Film Star Trek: Treffen der Generationen und der Gespensterfilm Casper. Im Laufe seiner Karriere arbeitete LaBounta für Regisseure wie John Woo, Walter Hill, Jan de Bont und Steven Spielberg. Außerhalb der Filmbranche war LaBounta unter anderem bei Zynga, Electronic Arts und den Microsoft Studios tätig.
1997 war er für den Katastrophenfilm Twister gemeinsam mit Stefen Fangmeier, John Frazier und Habib Zargarpour für den Oscar in der Kategorie Beste visuelle Effekte nominiert, die Auszeichnung in diesem Jahr ging jedoch an den Roland Emmerichs Science-Fiction-Film Independence Day. Bei den BAFTA Film Awards konnte LaBounta die Kategorie Beste visuelle Effekte hingegen gewinnen. Eine weitere Nominierung für den BAFTA Film Award erhielt er 2003 für Minority Report, ging in diesem Jahr jedoch leer aus.

## Filmografie (Auswahl)
- 1994: Juniors freier Tag (Baby’s Day Out)
- 1994: Star Trek: Treffen der Generationen (Star Trek Generations)
- 1995: Casper
- 1996: Twister
- 1998: Der Prinz von Ägypten (The Prince of Egypt)
- 1999: Auf die stürmische Art (Forces of Nature)
- 2000: Mission: Impossible II
- 2000: Supernova
- 2001: A.I. – Künstliche Intelligenz (A.I. – Artificial Intelligence)
- 2002: Im inneren Kreis (People I Know)
- 2002: Minority Report

## Auszeichnungen (Auswahl)
- 1997: Oscar-Nominierung in der Kategorie Beste visuelle Effekte für Twister
- 1997: BAFTA Film Award in der Kategorie Beste visuelle Effekte für Twister
- 2003: BAFTA-Film-Award-Nominierung in der Kategorie Beste visuelle Effekte für Minority Report